# Delfzijl
53°20′B 6°55′Đ / 53,333°B 6,917°Đ
Delfzijl là một đô thị tại tỉnh Groningen, Hà Lan. Đô thị này có diện tích 227,48 ki-lô-mét vuông, dân số năm 2006 là 27.674 người. Đô thị này nằm ở tả ngạn của cửa sông Ems tạo thành biên giới với Đức.

## Các trung tâm dân số
Bierum, Biessum, Borgsweer, Delfzijl, Farmsum, Godlinze, Holwierde, Krewerd, Losdorp, Meedhuizen, Spijk, Termunten, Termunterzijl, Uitwierde, Wagenborgen, Weiwerd, Woldendorp.

## Công nghiệp
Delfzijl là hải cảng lớn thứ 5 ở Hà Lan và là nơi có nhà máy nhôm. Năm 2004, nhà máy này đã sản xuất số lượng kỷ lục 112.400 tấn nhôm lỏng, lò đúc sản xuất 157.700 tấn sản phẩm thô. Đô thị này cũng nổi tiếng về ngành hóa chất. Khu vực này xuất khẩu hóa chất lớn thứ 2 ở Hà Lan, sau Rotterdam, đô thị này cũng là nơi xuất khẩu các sản phẩm liên quan đến clo.

## Các thành phố kết nghĩa
Thị xã này có các thành phố kết nghĩa:
- Aubenas (Pháp)
- Cesenatico (Ý)
- Schwarzenbek (Đức)
- Sierre (Thụy Sĩ)
- Zelzate (Bỉ)
- Shūnan (Nhật Bản)